# Marina sarodes
Marina sarodes är en ärtväxtart som beskrevs av Rupert Charles Barneby. Marina sarodes ingår i släktet Marina och familjen ärtväxter. Inga underarter finns listade i Catalogue of Life.